# Каменна река
Каменна река е село в Южна България. То се намира в община Тополовград, област Хасково.

## География
Селото е разположено в подножието на т. нар. Манастирски възвишения. Има красива природа, множество язовири, гори и поляни.
Намира се на около 15 км от Тополовград, и на 4 км от разклона по главния път Тополовград – Раднево.

## История
Старото име на селото още от турско е Каялъ дере.

## Религии
В селото съществува създадена през 1875 година конгрешанска църковна община, част от Съюза на евангелските съборни църкви.